# Narges Mohammadi
Narges Safie Mohammadi (în persană نرگس صفیه محمدی; n. 21 aprilie 1972, Zanjan, Pahlavi Iran⁠(d)) este o activistă iraniană pentru drepturile omului și vicepreședintele Centrului Apărătorilor Drepturilor Omului (DHRC), condus de laureata Premiului Nobel pentru Pace Shirin Ebadi. În mai 2016, a fost condamnată la Teheran la 16 ani de închisoare pentru înființarea și conducerea unei „mișcări pentru drepturile omului care militează pentru abolirea pedepsei cu moartea”. În 2022, a fost menționată în lista BBC 100 Women. În 2023, ea a primit Premiul Nobel pentru Pace „pentru lupta sa împotriva opresiunii femeilor din Iran și lupta pentru promovarea drepturilor omului și a libertății pentru toți”.